# 춘천MBC 별이 빛나는 밤에
춘천MBC 별이 빛나는 밤에는 춘천MBC 표준FM에서 방송했던 라디오 프로그램이다.

## 역사
1969년 3월 17일에 첫방송을 시작해, 2012년 10월 21일에 잠정적으로 폐지됐다가, 2019년 9월 2일에 다시 7년만에 부활했으나, 2021년 8월 27일 방송을 마지막으로 "춘천MBC 별이 빛나는 밤에"는 완전히 52년만에 폐지되었다.

## 역대 방송시간
| 방송 채널      | 방송 기간                          | 방송 시간                |
| -------------- | ---------------------------------- | ------------------------ |
| 춘천MBC 표준FM | 1969년 3월 17일 ~ 2012년 10월 21일 | 매일 밤 10:05 ~ 밤 12:00 |
| 춘천MBC 표준FM | 2019년 9월 2일 ~ 2021년 8월 27일   | 평일 밤 10:05 ~ 밤 12:00 |